# Шейх Рамазан
Рамазан Хаджи Штульский (лезг. Штул Рамазан Хьажи; 1807, Штул — ?) — лезгинский шейх и авлия, один из первых учеников шейха Мухаммада Ярагского. Отец Мухаммада-Хаджи Штульского.

## Биография
Биографию шейха Рамазана приводит лезгинский поэт Сажидин Саидгасанов. Согласно Саидгасанову, Рамазан родился в 1807 году в лезгинском селе Штул общества Самур, а его отца звали Хийирбек. 
Из-за случившегося в 1877 в Чечне и Дагестане восстания исламское духовенство подверглось репрессиям со стороны российской власти, многие были сосланы во внутренние губернии России. В их числе был и Рамазан. Согласно книге историка Гасана Алкадари, Рамазана с семьёй отправили в Саратов.
У Рамазана были сыновья Мухаммада-хаджи и Ахмадулла. Сажидин Саидгасанов пишет, что у него был также сын по имени Жамалдин.
После шейха Рамазана осталась большая библиотека,  в 1970-х годах она находилась у его внука Магомед-шафи в селе Ашакент.

## Память
- Мазар шейха Рамазана является одним из активно посещаемых зияратов в Дагестане[4][3].